# Hippocampus lichtensteinii
Hippocampus lichtensteinii là một loài cá thuộc họ Syngnathidae.

## Miêu tả
Hippocampus lichtensteinii có màu nâu nhạt mà không các vết. Nó dài tối đa 4 cm. Mào miện nó cao, hình trụ hay giống núm, thiếu gai.

## Phân bố
Loài này được tìm thấy ở Tây Ấn Độ Dương và Biển Đỏ.